# The 4-Skins
The 4-Skins, engleski Oi! sastav radničke klase iz londonskog East Enda. Prvu postavu činili su vokal Gary Hodges, gitarist 'Hoxton' Tom McCourt, basist Steve 'H' Hamer i bubnjar Gary Hitchcock. Okupili su se 1979. i raspali 1984. godine. U novoj postavi okupili su se 2007. i 2008. godine. Mnoge im se pjesme bave nasilnim temama. Tvrdili su da ne promiču nasilje, nego jer su se bavili stvarnošću života "inner cityja", središnjeg dijela velikih gradova. Ostale teme njihovih pjesama su policijsko uznemiravanje, politička korupcija, rat i nezaposlenost. U kasnijoj fazi djeluju kao Gary Hodges' 4-Skins.

## Povijest
Članovi prve postave znali su se međusobno s nogometa ili kao pratitelji sastava kao Sham 69 i Menace. Većina izvornih članova bili su skinheadi (skinsi). Šaljiva igra riječi sa seksualnim aluzijama zbog dvosmislenosti izgovora imena "četiri skinsa" na engleskom jeziku iskorištena je za naziv sastava. Četiri skinsa se na engleskom izgovara se gotovo isto kao za "četiri skinheada" (four skins) ali i za prepucije (foreskins). Steve Pear bio je stila rockabillyja, Hoxton Tom McCourt — koji je bio suedehead — bio je jedan od glavnih sudionika mod revivala. Prije nego što su objavili svoj prvi singl One Law for Them The 4-Skins pridonijeli su pjesmama na prva tri Oi! kompilacijska albuma, uz bendove Cockney Rejects, Cock Sparrer, The Business i Angelic Upstarts.  The 4-Skins su tijekom pet godina postojanja brojne pute promijenili postavu. Jedini stalni član svake postave bio je basist i tekstopisac 'Hoxton' Tom McCourt. Među ostalim bivšim članovima je Roi Pearce, koji je također bio frontmen The Last Resort-a, i gitarist Paul Swain koji se poslije pridružio white power rock sastavu Skrewdriver.

## Članovi sastava

### 1979. – 1980.
- Hoxton Tom McCourt (gitarist)
- Gary Hodges (vokal)
- Steve 'H' Harmer (basist)
- Gary Hitchcock (bubnjevi).

### 1980. – 1981.
- Hoxton Tom McCourt (basist)
- Gary Hodges (vokal)
- Steve 'Rockabilly' Pear (gitarist)
- John Jacobs (bubnjevi)

### 1981. – 1983.
- Hoxton Tom McCourt (basist)
- Tony 'Panther' Cummins (vokal)
- John Jacobs (gitarist/klavijature)
- Pete Abbot (bubnjevi)

### 1983. – 1984.
- Hoxton Tom McCourt (basist)
- Roi Pearce (vokal)
- Paul Swain (gitarist)
- Ian Bramson (bubnjevi)

### 2007.
- Gary Hodges (vokal)
- Steve 'H' Harmer (basist)
- Mick Geggus (gitarist)
- Andy Russell (bubnjevi)

### 2008.–danas
- Gary Hodges (vokal)
- Bakes (basist)
- Big Tom (gitarist)
- Sedge  (bubnjevi)

## Djelomična diskografija

### Albumi
- The Good, The Bad & The 4-Skins (Secret Records (SEC 4), 1982.)
- A Fistful Of...4-Skins (Syndicate Records (SYN 1), 1983.)
- From Chaos to 1984 (Live.) (Syndicate Records (SYN LP 5), 1984.)
- Live And Loud!! (The Bridgehouse Tapes) (Link Records – LINK LP 090, 1989.)
- East Coast Oi! Fest 2008 (Index Records – INDEX 002, East Coast Oi! Fest Records ‎– ECOF 002, 2008.)
- The Return (Randale Records (RAN 050), 2010.)

#### Kompilacije
- A Few 4-Skins More, Vol.1 (Link Records, 1987.)
- A Few 4-Skins More, Vol.2 (Link Records, 1987.)
- The Wonderful World Of The 4-Skins (1987.)
- The Best Of 4-Skins (1989.)
- The Best Of The 4 Skins (Harry May/Link Records, 1997.)  – ograničeno izdanje sa singlicama 7"
- Clockwork Skinhead (2000.)
- Singles & Rarities (Captain Oi! Records, 2000.)
- The Secret Life of the 4-Skins (Captain Oi! Records, 2001.)
- History Of... (dvostruki CD, Taang Records, 2003.)

### Singlice i EP-ovi
- One Law For Them/Brave New World (Clockwork Fun (CF 101), 1981.)
- Yesterdays Heroes/Justice/Get Out Of My Life (Secret Records (SHH 125), 1981.)
- Low Life/Bread Or Blood (Secret Records (SHH 141), 1982.)
- Turning the Past into the Present  – The 4-Skins, "Thanks For The Memories"/Evil Conduct, "The Way We Feel" (Clockwork Firm/Randale Records (655321 CF-001/RAN 47), 2009.)

### Kompilacije s drugim sastavima
- "Wonderful World", "Chaos"  – Oi! The Album (EMI, 1980.)
- "1984", "Sorry"  – Strength Thru Oi! (Decca Records, 1981.)
- "Evil"  – Carry On Oi! (Secret Records, 1981.)
- "One Law for Them", "Yesterday's Heroes"  – The Secret Life of Punks (Secret Records, 1982.)
- "On The Streets"  – Son of Oi! (Syndicate, 1983.)
- "Clockwork Skinhead", "Plastic Gangster", "Summer Holiday"  - Lords Of Oi!  (Dressed To Kill, 1997.)
- "Glory Days", "Chaos 2007" - Kings of Street Punk (G&R London, 2007.)

## Vanjske poveznice
- (eng.) The 4-Skins na Allmusicu
- (eng.) Diskografija 4-Skinsa na MusicBrainzu
- (eng.) Diskografija na Discogsu
- (eng.) The 4-Skins  fan site with bio, lyrics and discography.
- (eng.) "Oi! – The Truth" history of Oi! with information about The 4-Skins
- (eng.) 4-Skins interview from Rising Free zine
- (eng.) 4-Skins profile at Nostalgia Central
- (eng.) G & R London website  Arhivirana inačica izvorne stranice od 27. listopada 2007. (Wayback Machine)
- (eng.) MySpace